# 시스템 파일 검사기
시스템 파일 검사기(System File Checker, sfc)는 윈도우 시스템 파일의 손상을 검사하고 복원 할 수 있는 Microsoft Windows의 유틸리티이다. 이 유틸리티는 Windows 98, Windows 2000 및 이후 버전의 Windows NT 운영 체제 제품군에서 사용할 수 있다. 또한 Windows 7, Windows 10에서도 사용 가능한 것을 확인하였다. Windows Vista, Windows 7과 Windows 10의 시스템 파일 검사기(System File Checker, sfc)는 Windows 리소스 보호 통합과 함께 보호된 레지스트리 키와 폴더의 결정적인 시스템 파일 검사기이다. 이 시스템 파일 검사기(System File Checker, sfc)는 Windows Vista에서 특별한 폴더 경로 검사에 사용될 수 있고, Windows 폴더와 부트 폴더를 포함한다.
Windows 파일 보호는 WinLogOn(윈도우 로그온을 의미)에서 변경된 파일의 알림을 위해 동작한다. 보호된 시스템 파일에 어떠한 변화와 제거를 한다면, 보호된 파일은 [%WinDir%\System32\dllcache]에서 압축된 폴더 경로를 복사하여 캐시로부터 복원된다. Windows 리소스 보호(Windows Resource Protection, WRP)는 보호된 리소스로부터 정의된 Discretionary Access Control Lists(DACLs, 자유 재량에 의한 액세스 컨트롤 리스트들)와 Access Control Lists(ACLs, 액세스 컨트롤 리스트들)의 설정에 의해 동작한다. 완화된 WRP(Windows Resource Protection, Windows 리소스 보호)-보호된 리소스에 완전한 액세스 허가는 Windows 모듈 인스톨러 서비스(Trustedinstaller.exe)의 사용 방법에 한정된다. 관리자는 더 이상 시스템 파일에 모든 권한을 가지고 있지 않다.

## 역사
Windows 95에서 시스템 파일을 덮어 쓸수 있는 Windows 응용 프로그램들(Applications)의 문제 때문에, Microsoft는 악의적인 공격, 변질(Corruptions) 또는 DLL hell(DLL 지옥은 Microsoft Windows 기반의 프로그램에서 DLL을 사용할 경우 발생할 수 있는 복잡성을 뜻하는 말이다. _ 위키백과)과 같은 문제들로부터 시스템 파일을 보호하기 위해 여러 가지 보안 조치를 취해왔다.
System File Checker(SFC, 시스템 파일 검사기)는 Windows 98에서 GUI(graphical user interface, 그래픽 사용자 인터페이스) 유틸리티로 처음 도입되었다. System File Checker(sfc)는 새로운 Windows 98에 매칭(Matching)되는 버전(Version)의 데이터베이스를 포함하여 오리지널 버전 파일에 상반되는 손상된 시스템 파일의 스캐닝(scanning)과 복구를 제공하였다. 이 파일 보호의 방법은 기초적인 방법이었다. System File Checker(sfc)는 파일 확장자(Extension)와 파일 경로로 시스템 파일을 결정지었다. System File Checker(sfc)는 사용자가 설치(Installation) 미디어 또는 하나의 지정된 원본으로부터 파일을 복구할 수 있었다. Windows 98은 파일 속성(Attributes) 이외에 실시간 시스템 파일 보호기능을 제공하지 않았다. 그렇기 때문에 예방책 또는 대응책을 이용할 수 없었다. (sfc에 한정하여 설명함)
Windows 2000 이후 Windows NT-기반 운영체제들은 실시간 파일 보호기능을 도입했고, 이것을 Windows File Protection(WFP, Windows 파일 보호)라 불린다.
덧붙여, System File Checker(sfc) 유틸리티(sfc.exe)는 Windows File Protection(WFP, Windows 파일 보호)와 통합되어 더 완전한 명령 라인(Command-line) 유틸리티로서 재구현 되었다. 새 유틸리티는 Windows 98의 System File Checker(SFC, 시스템 파일 검사기) 유틸리티와 달리 Windows File Protection(WFP)을 사용하여 시스템 파일을 검색하고, DLLCache(DLL 캐시) 폴더 또는 설치 미디에에서 시스템 파일을 즉시 자동 복구를 허락한다.
System File Checker(SFC, 시스템 파일 검사기)는 System File Protection(SFP, 시스템 파일 보호)으로 대처되었기 때문에 Windows ME에서 나타나지 않았다. Windows File Protection(WFP, Windows 파일 보호), System File Protection(SFP, 시스템 파일 보호)은 실시간 보호와 비슷하게 기능을 제공한다.

## 사용법
윈도우 NT 기반 운영 체제에서, 시스템 파일 검사기는 관리자 권한으로 윈도우 명령 프롬프트를 통해 다음의 명령어를 입력하여 호출할 수 있다:
```
sfc /scannow (문제 해결을 위해)

```

또는
```
sfc /verifyonly (검사만)

```